# سپاه فناوری و نگهداری اسرائیل
سپاه فناوری و نگهداری اسرائیل (انگلیسی: Technology and Maintenance Corps) یک سپاه پشتیبانی رزمی در ستاد فرماندهی نیروی زمینی اسرائیل است. پیش از برچیده شدن اداره فناوری و لجستیک اسرائیل، این سپاه زیرمجموعه آن قرار داشت. سپاه فناوری و نگهداری، مسئول توسعه و نگهداری تجهیزات جنگی، تجهیزات پشتیبانی رزمی و سایر سیستم‌ها است.

## تاریخچه
در سال ۱۹۴۱، اداره مهمات هگانا (مخفف: ماهاش) تأسیس شد. این اداره با همکاری صنایع نظامی اسرائیل که در سال ۱۹۳۳ تأسیس شده بود، در خرید، پنهان‌سازی و حمل و نقل تجهیزات فعالیت می‌کرد. ریاست آن بر عهده اشر پلد بود که در ارتش بریتانیا نیز خدمت می‌کرد. اداره مهمات، سلاح‌های پنهان را مطابق با بودجه هر روستا به یه‌شو می‌فروخت. بریتانیایی‌ها نوشتند که «برای مسلح کردن هر رزمنده سلاحی وجود دارد». اولین دوره آموزشی مهمات در سال ۱۹۴۲ در جوآرا، اردوگاه آموزشی مرکزی هاگانا، برگزار شد. در سال ۱۹۴۳ دوره دیگری در روحاما برگزار شد.
در ژانویه ۱۹۴۸، اداره مهمات به سرویس مهمات تغییر نام داد. در طول جنگ اعراب و اسرائیل در سال ۱۹۴۸، اولین «کارگاه‌های پایه» این سرویس برای کمک به بازسازی و بهبود وسایل نقلیه تأسیس شد و نام آن به سپاه مهندسی تغییر پیدا کرد. در سال ۱۹۵۱، سپاه مهندسی به سپاه مهمات تغییر نام داد.
در طول بحران سوئز، این سپاه به نجات، جمع‌آوری و بازسازی تجهیزات پرداخت. پس از جنگ، اولین گردان مهمات ایجاد شد. در جنگ فرسایشی، این سپاه در بسیاری از تلاش‌های نجات شرکت کرد. در طول جنگ یوم کیپور، این سپاه توانست تجهیزات جنگی آسیب‌دیده را بازسازی و به خدمت بگیرد. سرعت تعمیر تعیین‌کننده بود. در طول جنگ لبنان در سال ۱۹۸۲، سپاه دو واحد مهمات منطقه‌ای را در لبنان تعیین کرد و تانک مرکاوا که تحت نظر سپاه توسعه یافته و توسط آی‌ام‌آی تولید شده بود، برای اولین بار در نبرد آزمایش شد.